# Pyeongchon-dong, Anyang
Pyeongchon-dong (평촌동, 坪村洞) là phường của quận Dongan trong thành phố Anyang, tỉnh Gyeonggi, Hàn Quốc.

## Liên kết
- Pyeongchon-dong Lưu trữ ngày 19 tháng 2 năm 2014 tại Wayback Machine (tiếng Hàn)